# KF Tirana
Klubi i Futbollit Tirana, kortweg KF Tirana, is een Albanese profvoetbalclub uit de hoofdstad Tirana. De club speelt in de hoogste divisie van het land, de Kategoria Superiore. KF Tirana is met 26 landstitels, 16 nationale bekers en 12 supercups de succesvolste club van Albanië.

## Geschiedenis
De club werd in 1920 als Shoqëria Sportive Agimi opgericht en is de succesvolste van het land. In 1927 nam de club de huidige naam aan. In 1947 werd de naam onder het communistische bewind veranderd in KS 17 Nëntori Tirana (wat 17 november betekent, de datum van de bevrijding van Albanië van de nazi's) en in 1952 in Puna Tirana (= Arbeid). In 1957 werd de naam weer in 17 Nëntori veranderd. Na de val van het communisme nam de club weer de naam SK Tirana aan. 
SK was de allereerste kampioen van het land en domineerde het voetbal vóór de Tweede Wereldoorlog. Het was de eerste club met een vaste trainer en die beroep deed op een buitenlandse trainer. Na de oorlog werd de club nog tweede. Daarna werd de club een slachtoffer van het communisme. De naam werd wederom veranderd waardoor het verleden van SK Tirana werd ontkend. Goede spelers werden overgenomen door concurrenten Partizan Tirana en Dinamo Tirana. De club moest tot eind jaren 50 vechten om mee te kunnen met de rest. Van 1958 tot 1964 bracht de club weer goed voetbal en eindigde meestal op de derde plaats. De volgende twee jaren werd de club kampioen. Het succes wekte wrevel bij rivalen Partizan en Dinamo. In 1967 was de titel drie wedstrijden voor het einde van de competitie al binnen, maar werd de club uit de competitie gezet en de titel werd aan Dinamo gegeven. De club kreeg eerherstel in 1968 en in 1970.
De jaren 70 waren moeilijke tijden voor de club, de jaren 80 kondigden een betere tijd aan. Enkele titels werden binnen gehaald en in Europa haalde de club betere resultaten dan andere Albanese clubs. 
In 1991 werd de club in twee takken verdeeld: een multisportvereniging (SK Tirana) en de voetbalclub (KF Tirana). 
In 2017 degradeerde de club voor het eerst naar de Kategoria e Parë. Een seizoen later meldde de club zich weer terug op het hoogste niveau.
Twee jaar later, in 2020 werd de club alweer kampioen van Albanië en mocht het deelnemen aan voorrondes van de UEFA Champions League.

## Supporters
KF Tirana is een van de populairste clubs van Albanië. Het kent enkele sfeergroeperingen waarvan Tirona Fanatics (opgericht in 2006) de bekendste is. In 2019 werd de supportersgroep Capital Crew opgericht. 
De oorspronkelijke, sportieve rivaal van KF Tirana is het Noord-Albanese Vllaznia Shkodër. De wedstrijden worden in Albanië aangeduid als Derbi më i vjetër shqiptar (De eeuwige Albanese derby).
Door het feit dat de harde kern supporters van KF Tirana politiek (extreem)rechts georiënteerd zijn, leeft de rivaliteit met het communistische Partizan Tirana onder hen het meest. De rivaliteit staat in Albanië bekend als 'De derby van Tirana' en is de meest explosieve rivaliteit uit de Albanese voetbalcompetities. De wedstrijden gaan vaak gepaard met supportersrellen.
Andere, minder intense rivaliteit ondervindt KF Tirana met FC Dinamo City en Skënderbeu Korçë.

## Stadion
KF Tirana speelt zijn thuiswedstrijden voornamelijk in het Selman Stërmasistadion. In de grotere wedstrijden en de Europese wedstrijden wijkt het uit naar het multifunctionele Air Albania Stadion.

## Erelijst
- Landskampioen (26x)

1930, 1931, 1932, 1934, 1936, 1937, 1965, 1966, 1968, 1970, 1982, 1985, 1988, 1989, 1995, 1996, 1997, 1999, 2000, 2003, 2004, 2005, 2007, 2009, 2020, 2022
- Bekerwinnaar (16x)

1939, 1963, 1976, 1977, 1983, 1984, 1986, 1994, 1996, 1999, 2001, 2002, 2006, 2011, 2012, 2017
- Supercup (12x)

1994, 2000, 2002, 2003, 2005, 2006, 2007, 2009, 2011, 2012, 2017, 2022
- Kampioen van het tweede niveau (2018)

## KF Tirana in Europa

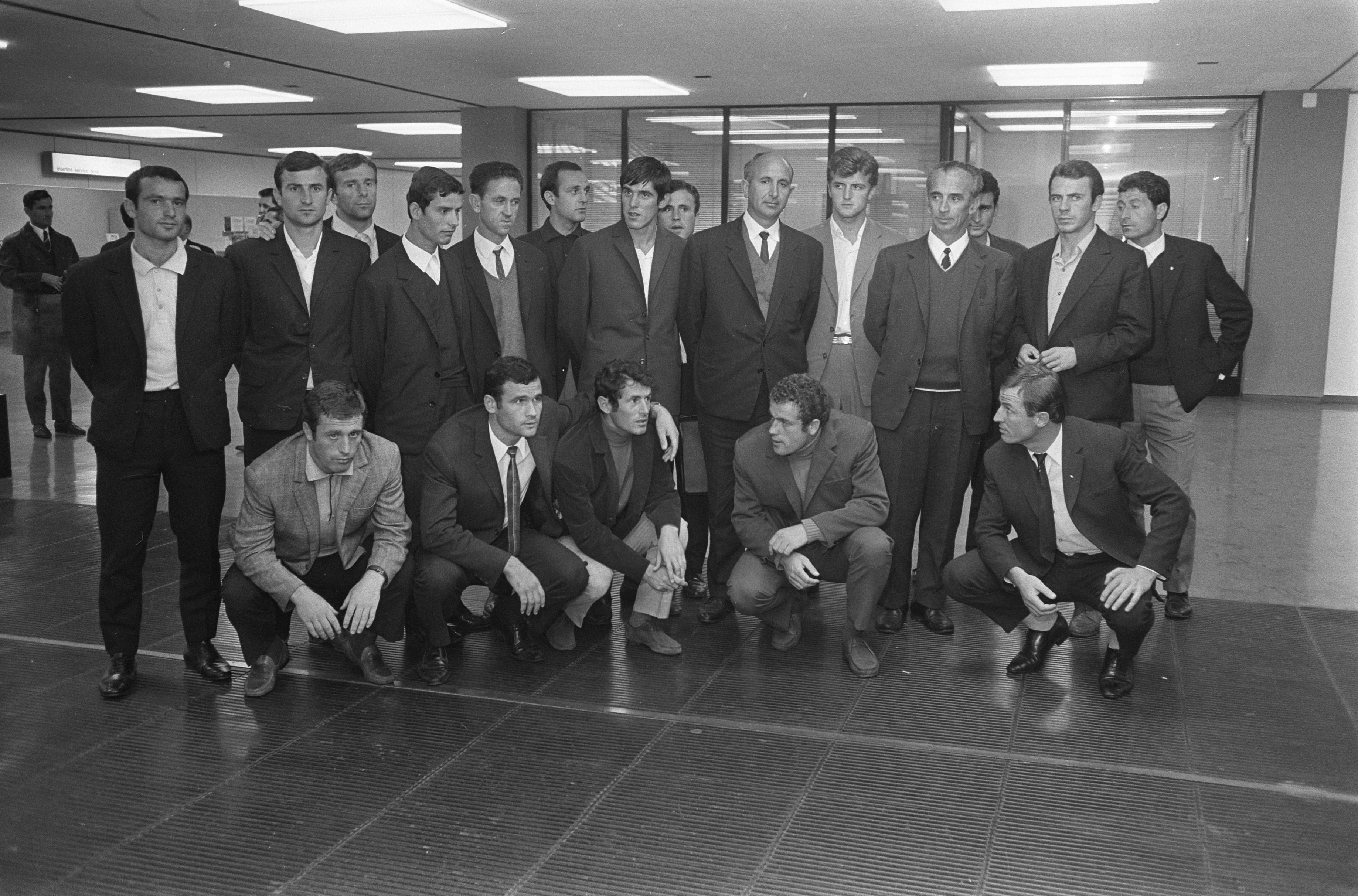
KF Tirana in Nederland (tegen Ajax in 1970)

KF Tirana speelt sinds 1965 in (de voorrondes van) diverse Europese competities. Hieronder staan de competities en in welke seizoenen de club deelnam. Anno 2022 waren dat er 29:
- Champions League (9x)

1999/00, 2000/01, 2003/04, 2004/05, 2005/06, 2007/08, 2009/10, 2020/21, 2022/23
- Europacup I (6x)

1965/66, 1969/70, 1970/71, 1982/83, 1988/89, 1989/90
- Europa League (5x)

2010/11, 2011/12, 2012/13, 2017/18, 2020/21
- Conference League (3x)

2022/23, 2023/24, 2024/25
- Europacup II (3x)

1983/84, 1986/87, 1994/95
- UEFA Cup (6x)

1995/96, 1996/97, 1998/99, 2001/02, 2002/03, 2006/07
Bijzonderheden Europese competities:
| Bijzonderheid                 | Datum      | Tegenstander        | Uitslag | Plaats   | Naam           | Aantal |
| ----------------------------- | ---------- | ------------------- | ------- | -------- | -------------- | ------ |
| Hoogste overwinning           | 27-09-1989 | Sliema Wanderers FC | 5-0     | Tirana   |                |        |
| Hoogste nederlaag             | 26-07-2012 | Aalesunds FK        | 0-5     | Aalesund |                |        |
| Speler met meeste wedstrijden | 10-07-2012 |                     |         |          | Elvis Sina     | 30     |
| Speler met meeste doelpunten  | 14-07-2004 |                     |         |          | Indrit Fortuzi | 8      |

UEFA Club Ranking: 257 (02-06-2024)

## Kampioensteams
- 1930 — Rudolf Gurashi, Abdullah Shehri, Irfan Gjinali, Xhelal Kashari, Vasil Kajano, Gjon Sabati, Llazar Miha, Mark Gurashi, Bexhet Jolldashi, Shefqet Ndroqi, Isuf Dashi, Selman Stermasi, Adem Karapici, Hysen Kusi, Mustafa Begolli, Hilmi Kosova, Emil Hajnali en Rexhep Maci. Trainer-coach: Selman Stermasi.

- 1931 — Rudolf Gurashi, Vasfi Samimi, Abdullah Sherri, Sabit Coku, Vasil Kajano, Bexhet Jolldashi, Irfan Gjinali, Muhamet Agolli, Gjon Sabati, Adem Karapici, Isuf Dashi, Hysen Kusi, Hilmi Kosova, Mark Gurashi, Halim Begeja, Emil  Hajnali, Llazar Miha en Selman Stermasi. Trainer-coach: Selman Stermasi.

- 1932 — Abdullah Shehri, Bexhet Jolldashi, Muhamet Agolli, Vasil Kajani, Rifat Jolldashi, Hyse Kusi, Adem Karapici, Hasan Maluci, Halim Begeja, Selman Stermasi, Emil Hajnali, Isuf Dashi, Haki Korca, Hajri Jegeni en Gjon Sabati. Trainer-coach: Selman Stermasi.

- 1934 — Rudolf Gurashi, Sabit Coku, Foto Janku, Hasan Maluci, Ludovik Jakova, Hamit Keci, Adem Karapici, Selman Stermasi, Riza Lushta, Maliq Petrela, Halim Begeja, Haki Korca, Luci Stamati en Mark Gurashi. Trainer-coach: Selman Stermasi.

- 1936 — Rudolf Gurahi, Qamil Zebishti, Asti Hobdari, Foto Janku, Sabit Coku, Ramazan Hima, Hysen Kusi, Adem Karapici, Ludovik Jakova, Luci Stamati, Myslym Alla, Hot Mirdita, Riza Lushta, Maliq Petrela, Emil Hajnali, Mark Gurashi en Skender Gjinali. Trainer-coach: Selman Stermasi.

- 1937 — Rudolf Grashi, Qamil Zebishti, Prokop Skuka, Foto Janku, Sllave Llambi, Adem Karapici, Mico Plluska, Ludovik Jakova, Hasan Balla, Hot Mirdita, Riza Lushta, Mark Gurashi, Emil Hajnali, Ramiz Kashariqi, Maliq Petrela, Zyber Lisi en Myslym Alla. Trainer-coach: Selman Stermasi.

- 1965 — Nuri Bylyku, Rexhep Bathorja, Luigj Bytyci, Skender Halili, Gezim Kasmi, Fatmir Frasheri, Niko Xhacka, Skender Hya, Pavllo Bukoviku, Bahri Ishka, Ali Mema, Bujar Tafaj, Ilir Elini, Gezim Saraci, Osman Mema, Vaso Konomi, Tomorr Gjoka en Aurel Verria. Trainer-coach: Myslym Alla.

- 1966 — Josif Kazanxhi, Bahri Ishka, Ilir Elini, Bujar Tafaj, Fatmir Frasheri, Skender Halili, Gezim Kasmi, Nuri Bylyku, Ali Mema, Luigj Bytyci, Niko Xhacka, Tomorr Gjoka, Pavllo Bukoviku, Rexhep Bathorja, Skender Hyka, Gezim Saraci, Osman Mema, Vaso Konomi en Aurel Verria. Trainer-coach: Myslym Alla.

- 1968 — Bujar Tafaj, Shpetim Habibi, Fatmir Frasheri, Perikli Dhales, Osman Mema, Ali Mema, Luigj Bytyci, Niko Xhacka, Pavllo Bukoviku, Josif Kazanxhi, Skender Hyka, Bahri Ishka, Petraq Ikonomi, Arben Cela, Petrit Nurishmi, Tomorr Gjoka en Gezim Kasmi. Trainer-coach: Myslym Alla.

- 1970 — Bujar Tafaj, Bahri Ishka, Perikli Dhales, Pavllo Bukoviku, Josif Kazanxhi, Ali Mema, Petrit Nurishmi, Petraq Ikonomi, Gezim Kasmi, Arben Cela, Skender Hyka, Fatmir Frasheri, Niko Xhacka, Durim Hatibi, Luigj Bytyci, Osman Mema, Lulzim Shala en Tomorr Gjoka. Trainer-coach: Myslym Alla.

- 1982 — Shkelqim Muca, Bujar Muca, Gjergj Dinella, Besnik Armadhi, Ilir Metani, Arben Vila, Luan Sengla, Bujar Vladi, Arjan Bimo, Bedri Omuri, Adnan Demneri, Antonin Naci, Millan Baci, Agustin Kola, Leonard Liti en Sulejman Mema. Trainer-coach: Enver Shehu.

- 1985 — Mirel Josa, Arben Minga, Millan Baci, Sulejman Mema, Astrit Ramadani, Anesti Stoja, Halim Mersini, Agustin Kola, Petrit Roga, Skender Hodja, Artur Lekbello, Bedri Omuri, Shkelqim Muca, Arjan Bimo, Leonard Liti en Artan Bylyku. Trainer-coach: Enver Shehu.

- 1988 — Halim Mersini, Bujar Sharra, Fatos Daja, Skender Hodja, Artur Lekbello, Krenar Alimehmeti, Fatjon Kepi, Ardian Ruci, Bedri Omuri, Mirel Josa, Anesti Stoja, Shkelqim Muca, Arben Minga, Astrit Ramadani, Artan Sako, Florian Riza, Agustin Kola, Sinan Bardhi, Leonard Liti, Albert Fortuzi, Fatbardh Ismali en David Papadhopulli. Trainer-coach: Shyqyri Rreli.

- 1989 — Halim Mersini, Bujar Sharra, Astrit Ramadani, Skender Hodja, Artur Lekbello, Krenar Alimehmeti, Sinan Bardhi, Leonard Liti, Bedri Omuri, Mirel Josa, Anesti Stoja, Shkelqim Muca, Arben Minga, Agustin Kola, Florian Riza, Artan Sako, Fatos Daja, Ardian Ruci, Fatbardh Ismaili, Fatjon Kepi, Shkelqim Lekbello, Renis Hyka, Artan Luzi en  Ardian Mema. Trainer-coach: Shyqyri Rreli.

- 1995 — Auron Miloti, Indrit Fortuzi, Erion Kasmi, Thoma Kokuri, Saimir Malko, Alpin Gallo, Nevil Dede, Afrim Tole, Anesti Stoja, Ardian Mema, Dritan  Baholli, Artan Kukli, Edmond Sula, Sokol Prenga, Amarildo Zela, Klorend Fejzolli, Arben Minga, Agustin Kola, Endi Hyka, Frenkli Dhales, Blendi Nallbani, Eldorado Merkoci en Lulian Mulleti. Trainer-coach: Shkelqim Muca.

- 1996 — Auron Miloti, Nordik Ruhi, Saimir Malko, Alpin Gallo, Arben Minga, Krenar Alimehmeti, Ardian Mema, Artan Kukli, Blendi Nallbani, Eriton Kasmi, Florian Riza, Sokol Bulku, Eldorado Merkoci, Nevil Dede, Edmond Sula, Endi Hyka, Nikolin Coclli, Alban Bushi, Elvin Cassli, Indrit Fortuzi, Devis Ismaili, Agustin Kola, Skender Mergjyshi, Lulian Mulleti en Taulant Stermasi. Trainer-coach: Sulejman Mema.

- 1997 — Auron Miloti, Blendi Nallbani, Lulzim Hushi, Alpin Gallo, Nevil Dede, Krenar Alimehmeti, Ardian Mema, Artan Kukli, Alvaro Zalla, Florian Riza, Nikolin Coclli, Eldorado Merkoci, Agustin Kola, Sokol Bulku, Indrit Fortuzi, Devis Ismaili, Sparti Domi, Taulant Stermasi, Nordik Ruhi, Rigels Kapllani, Eriton Kasmi, Alban Bushi, Elton Shaba en Elvis Sina. Trainer-coach: Enver Shehu.

- 1999 — Ardian Mema, Nikolin Coclli, Klodian Duro, Saimir Malko, Devi Muka, Alket Zeqo, Alpin Gallo, Blendi Nallbani, Krenar Alimehmeti, Alban Tafaj, Eldorado Merkoci, Sokol Prenga, Nevil Dede, Rezart Dabulla, Elvis Sina, Sokol Ishka, Ervin Bulku, Sokol Bulu, Isli Hidi, Taulant Stermasi, Oltion Osmani, Marian Liti, Agron Xhafa, Saimir Iljazi, Ervin Karaj, Rezart Karaj, Nordik Ruhi en Devis Ismaili. Trainer-coach: Sulejman Mema.

- 2000 — Blendi Nallbani, Elvis Sina, Rezart Dabulla, Nevil Dede, Krenar Alimehmeti, Alban Tafaj, Ervin Bulku, Enkli Memishi, Zoltan Kenesei, Johan Driza, Anesti Vito, Peter Sutori, Erion Rizvanolli, Florian Riza, Isli Hidi, Sokol Bulku, Alpin Gallo, Sokol Ishka, Julian Kapaj, Gentian Lici, Ardian Mema, Sokol Prenga, Nordik Ruhi, Fatjon Ymeri, Laszlo Vukovics en Matyas Lazar. Trainer-coach: Shkelqim Muca.

- 2003 — Emmanuel Ndubuisi Egbo, Isli Hidi, Glend Tafaj, Alban Tafaj, Nevil Dede, Elvis Sina, Rezart Dabulla, Gentian Hajdari, Rudi Vata, Jan Veenhof, Suad Lici, Ansi Agolli, Florian Manastirliu, Sajmir Patushi, Fjodor Xhafa, Ardian Mema, Ervin Bulku, Sokol Bulku, Erald Begolli, Redi Jupi, Daniele Zaccanti, Devi Muka, Arian Veraj, Sokol Prenga, Indrit Fortuzi, Eldorado Merkoci en Mahir Halili. Trainer-coach: Fatmir Frasheri.

- 2004 — Emmanuel Egbo, Isli Hidi, Gentian Tafaj, Alban Tafaj, Nevil Dede, Elvis Sina, Rezart Dabulla, Gentian Hajdari, Luan Pinari, Alban Muca, Suad Lici, Ansi Agolli, Saimir Patushi, Sokol Bulku, Devi Muka, Indrit Fortuzi, Mahir Halili, Eldorado Merkoci en Fjodor Xhafa. Trainer-coach: Mirel Josa.